# Aimé Maillart
Louis Maillart, kallad Aimé, född den 24 mars 1817 i Montpellier, död den 26 maj 1871 i Moulins, var en fransk operakompositör.

## Biografi
Aimé Maillart föddes 1817 i Montpellier. Maillart blev elev vid Paris' konservatorium 1833 och vann 1841 romerska priset. Han komponerade sex operor, bland vilka Les dragons de Villars (1856; "Villars dragoner", 1863) i synnerhet gjorde lycka. Den är en äkta fransk opéra comique, vars musik genom livlighet och behag något erinrar om Aubers. Maillarts opera Lara (1864) bärs av verklig ingivelse. Maillart avled 1871 i Moulins.